# Fossoy
Fossoy est une commune française située dans le département de l'Aisne, en région Hauts-de-France.

## Géographie

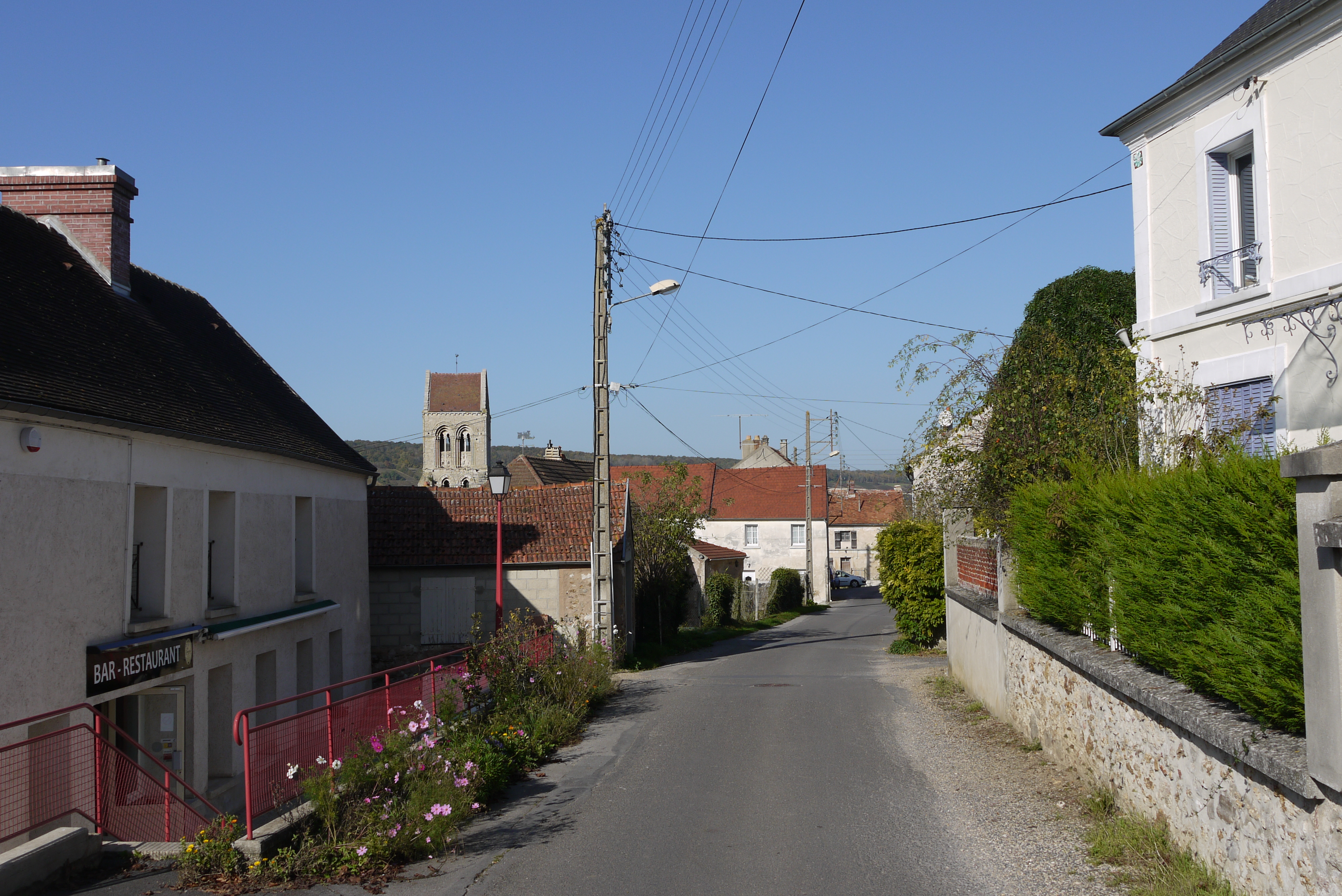

Située sur les coteaux sud de la vallée de la Marne, Fossoy est une commune très étalée avec des maisons typiques de l'architecture traditionnelle locale. De nombreuses fontaines et des lavoirs sont également visibles. 
La commune compte dix viticulteurs et d'autres exploitations agricoles. C'est aussi le siège du pays de l'Omois qui réunit près de 80 communes.

### Localisation
Le pays de l'Omois a son siège à la ferme du Ru Chailly, où venait peindre Léon Lhermitte, peintre du monde paysan dont l'une des toiles célèbres « la paye du moissonneur » est visible au Musée d'Orsay.

### Hydrographie
La commune est située dans le bassin Seine-Normandie. Elle est drainée par l'aqueduc de la Dhuis, le ru des Pilots et le ru Tonnant,,.
L'aqueduc de la Dhuis est un un aqueduc souterrain d'Île-de-France et d'Aisne, construit entre 1863 et 1865. Il sert à fournir en eau les communes du Val d'Europe, dont le complexe Disneyland Paris à l'est de l'Île-de-France.

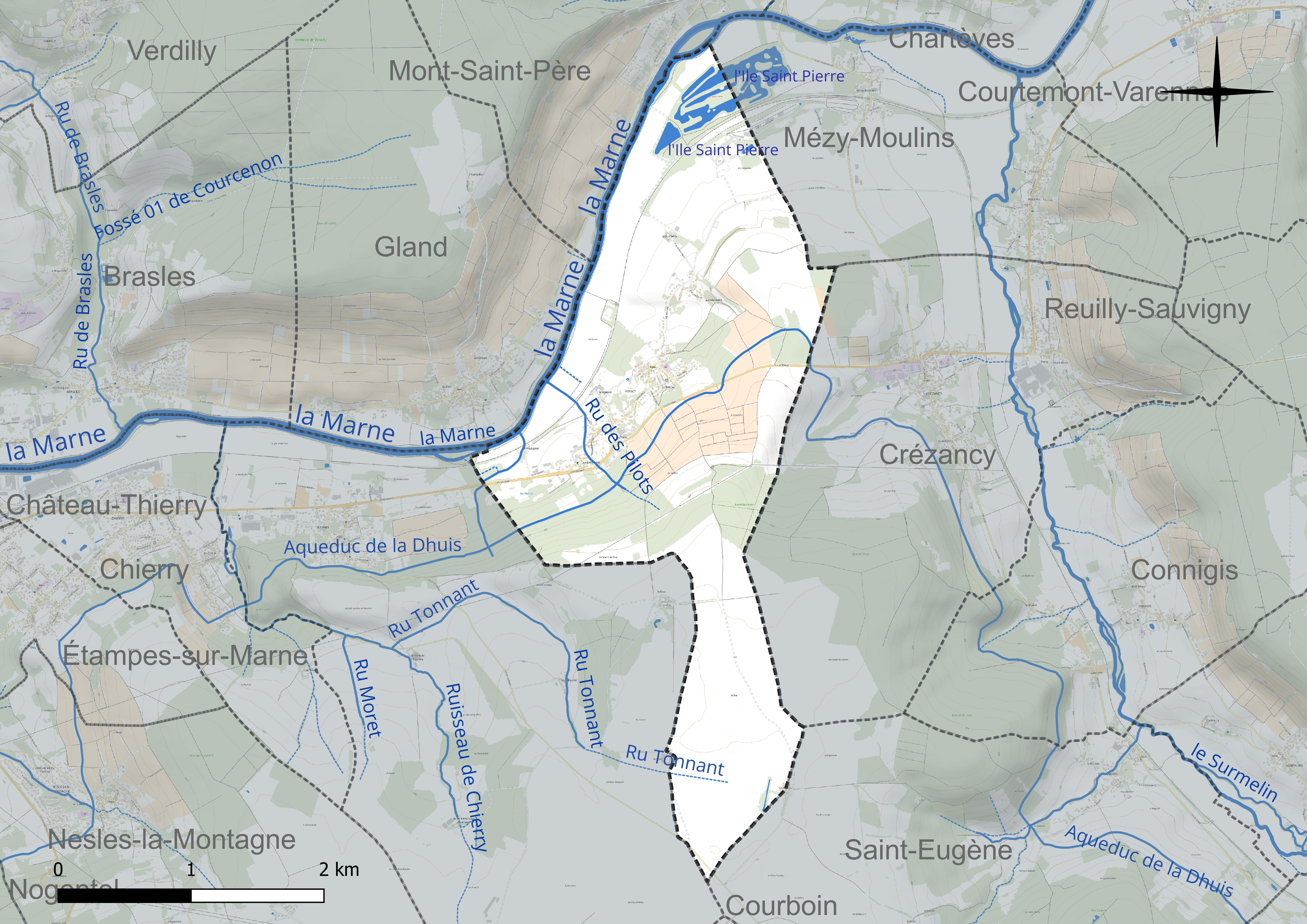
Réseau hydrographique de Fossoy.

Un plan d'eau complète le réseau hydrographique : l'Ile Saint Pierre, d'une superficie totale de 15,9 ha (7,1 ha sur la commune),.

### Climat
Pour des articles plus généraux, voir Climat des Hauts-de-France et Climat de l'Aisne.
En 2010, le climat de la commune est de type climat océanique dégradé des plaines du Centre et du Nord, selon une étude du CNRS s'appuyant sur une série de données couvrant la période 1971-2000. En 2020, Météo-France publie une typologie des climats de la France métropolitaine dans laquelle la commune est exposée à un climat océanique altéré et est dans la région climatique Nord-est du bassin Parisien, caractérisée par un ensoleillement médiocre, une pluviométrie moyenne régulièrement répartie au cours de l'année et un hiver froid (3 °C).
Pour la période 1971-2000, la température annuelle moyenne est de 10,3 °C, avec une amplitude thermique annuelle de 15,4 °C. Le cumul annuel moyen de précipitations est de 721 mm, avec 12,2 jours de précipitations en janvier et 8,4 jours en juillet. Pour la période 1991-2020, la température moyenne annuelle observée sur la station météorologique la plus proche, située sur la commune de Blesmes à 3 km à vol d'oiseau, est de 10,6 °C et le cumul annuel moyen de précipitations est de 713,0 mm,. Pour l'avenir, les paramètres climatiques de la commune estimés pour 2050 selon différents scénarios d'émission de gaz à effet de serre sont consultables sur un site dédié publié par Météo-France en novembre 2022.

## Urbanisme

### Typologie
Au 1er janvier 2024, Fossoy est catégorisée commune rurale à habitat dispersé, selon la nouvelle grille communale de densité à 7 niveaux définie par l'Insee en 2022.
Elle est située hors unité urbaine. Par ailleurs la commune fait partie de l'aire d'attraction de Château-Thierry, dont elle est une commune de la couronne,. Cette aire, qui regroupe 52 communes, est catégorisée dans les aires de moins de 50 000 habitants,.

### Occupation des sols
L'occupation des sols de la commune, telle qu'elle ressort de la base de données européenne d'occupation biophysique des sols Corine Land Cover (CLC), est marquée par l'importance des territoires agricoles (73,5 % en 2018), en diminution par rapport à 1990 (77,2 %). La répartition détaillée en 2018 est la suivante : 
terres arables (64 %), forêts (11,1 %), cultures permanentes (9,4 %), zones urbanisées (8,6 %), mines, décharges et chantiers (4,5 %), eaux continentales (2,2 %), zones agricoles hétérogènes (0,1 %).
L'évolution de l'occupation des sols de la commune et de ses infrastructures peut être observée sur les différentes représentations cartographiques du territoire : la carte de Cassini (XVIIIe siècle), la carte d'état-major (1820-1866) et les cartes ou photos aériennes de l'IGN pour la période actuelle (1950 à aujourd'hui).

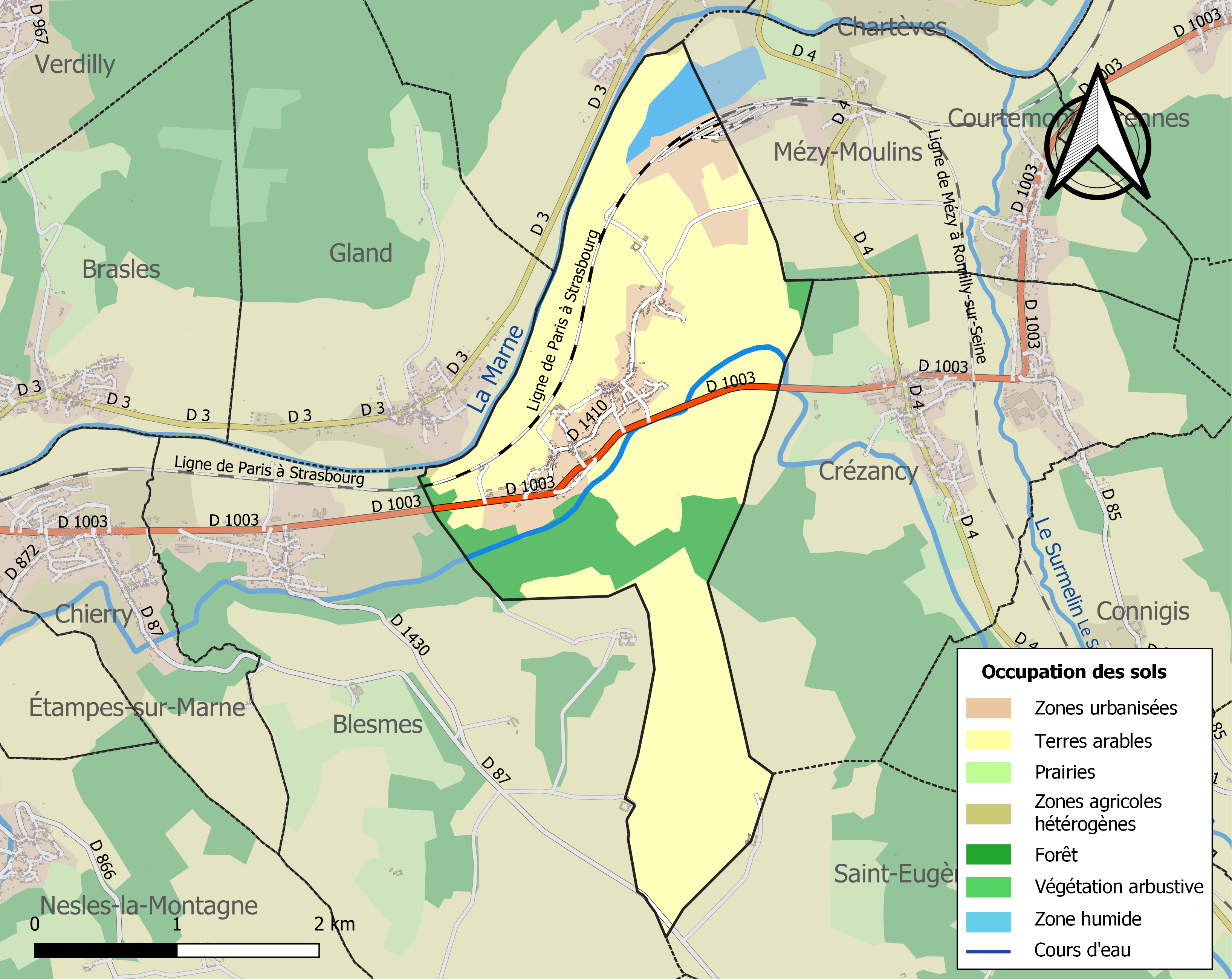
Carte de l'occupation des sols de la commune en 2018 (CLC).

## Toponymie
Selon un cartulaire de l'Hôtel-Dieu de Soissons de 1216, Fossoy est mentionné sous le nom de Falsiacum, et dans plusieurs manuscrits le village est orthographié Fossianeu, d‘où Fossay au XIVe siècle ; XVIe siècle, on trouve communément employée la désignation de Faussoy en Brie. Les habitants de Fossoy s'appellent les Fossoyens et les Fossoyennes.
Fossoy : Du latin *fossetum  « lieu de la fosse » de fossa « fosse », « lieu des fosses ou fossés ».

## Histoire

### Fond légendaire
Dans les rues de Fossoy, il se raconte une légende : au temps du roi Henri III, il se consommait beaucoup de cerises à la cour. Ces cerises provenaient de Fossoy et d'une autre commune proche Reuilly-Sauvigny. Les producteurs étaient en concurrence acharnée et chacun tentait de trouver le meilleur produit pour la cour. Pendant des années, les producteurs de Reuilly-Sauvigny avaient obtenu les meilleurs fruits au détriment des producteurs de Fossoy. Puis, la sécheresse s'est abattue sur la région. Les récoltes dans les champs de la vallée, le bétail et les populations souffrirent plusieurs années de suite de cette sécheresse. La famine frappait la région et les populations s'en remirent à Dieu pour que la pluie vienne. Mais elle ne vint pas. On parlait de malédictions. Les habitants de Reuilly-Sauvigny se révoltèrent, tuèrent le prêtre, arrachèrent la statue du Saint Patron de la commune, saint George de son retable et allèrent le jeter dans la rivière.
La statue descendit le cours de la rivière jusqu'à Fossoy et fut trouvé par les paysans du village. Tous se demandaient par quel miracle saint George avait-il pu arriver jusque-là. On fit une fête mémorable dans le village avec prière et procession. Ces fêtes religieuses durèrent plusieurs jours. Et, alors qu'il était décidé de rebaptiser la paroisse du nom de son saint patron, un orage se mit à gronder et la pluie tomba en abondance, mettant ainsi un terme à des mois de sécheresse. On dit aussi que cet orage ne passa pas par Reuilly-Sauvigny, mettant fin définitivement à la culture des cerises pour la table des rois de France.
Saint Georges avait une nouvelle fois terrassé le dragon de la sécheresse.

### Période médiévale
Au XIIe siècle le village de Fossoy dépendait des comtes de Champagne et, sous le règne de Thibaud le Grand (1105-1152) la seigneurie de Fossoy prospéra.

### Période moderne
Philippe II de la Félonnière acheta en 1715 la moitié de la seigneurie de Fossoy qui était possédée par Gui Le Lieur. On lui doit la réunion sur une seule tête des deux parties de Fossoy. En 1735, il donnait la seigneurie à son neveu François de la Félonnerie 1698-1778 seigneur de Fossoy et de Grand Cour ; celui-ci la vendit en 1765 à Philippe Joly de Bovy, conseiller du Roi. Sa sœur, Catherine Joly de Bovy en hérite, la porte en dot à son mari en 1740, Jean Thévenin, marquis de Tanlay, conseiller au Parlement de Paris ; leur fille Catherine Thévenin de Tanlay (1742-1794) dame de Fossoy, transmet la seigneurie de Fossoy à son mari Thomas Urbain de Maussion, qu'elle épousa en 1763.

### Période contemporaine
Seconde Guerre mondiale 1939-1945 : le 16 juillet 1942, un jeune garçon de 16 ans, du nom de Maurice Zélis est arrêté avec ses parents et interné au camp de Drancy. Trois jours plus tard, le 19 juillet, il fait partie d'un convoi le menant à Auschwitz. Pensant être emmené dans un camp de travail, il griffonna à la hâte au dos d'une punition, un mot pour son frère de 11 ans, Jacques, qui a échappé à l'arrestation. « Mon cher fréro, je t'écris en espérant que tu recevras ce mot… » et, il jeta ensuite la lettre, du wagon le menant à Auschwitz, à la hauteur du village de Fossoy. C'est grâce aux époux Carron de Fossoy, qui travaillaient dans les champs longeant la voie ferrée qui recueillirent ce mot et, le fit parvenir à son jeune frère Jacques. Maurice Zélis mourut le 28 septembre 1942, âgé de seize ans. Un sort identique attendait ses parents. Sa mère décéda le 8 août 1942 et son père le 3 septembre de la même année au camp d'Auschwitz.

## Politique et administration

### Découpage territorial
La commune de Fossoy est membre de la communauté d'agglomération de la Région de Château-Thierry, un établissement public de coopération intercommunale (EPCI) à fiscalité propre créé le 1er janvier 2017 dont le siège est à Étampes-sur-Marne. Ce dernier est par ailleurs membre d'autres groupements intercommunaux.
Sur le plan administratif, elle est rattachée à l'arrondissement de Château-Thierry, au département de l'Aisne et à la région Hauts-de-France. Sur le plan électoral, elle dépend du  canton de Château-Thierry pour l'élection des conseillers départementaux, depuis le redécoupage cantonal de 2014 entré en vigueur en 2015, et de la cinquième circonscription de l'Aisne  pour les élections législatives, depuis le dernier découpage électoral de 2010.

### Administration municipale
| Période                                  | Période                       | Identité               | Étiquette | Qualité                                                   |
| ---------------------------------------- | ----------------------------- | ---------------------- | --------- | --------------------------------------------------------- |
| avant 1875                               | après 1876                    | Guyot François Gervais |           | Instituteur Arpenteur                                     |
| Les données manquantes sont à compléter. |                               |                        |           |                                                           |
| mars 1977                                | 1999                          | Marcel Mercier         |           | Décédé en fonction                                        |
| mars 1999                                | mars 2001                     | Georges Ruch           |           |                                                           |
| mars 2001                                | octobre 2005                  | Patrick Lachaussée     |           | Cadre au ministère des Affaires étrangères Démissionnaire |
| octobre 2005                             | mai 2020                      | Patrick Deshayes       | DVD       | Représentant de commerce Réélu pour le mandat 2014-2020,  |
| mai 2020                                 | En cours (au 12 juillet 2020) | Hervé Leduc            |           |                                                           |

## Démographie
L'évolution du nombre d'habitants est connue à travers les recensements de la population effectués dans la commune depuis 1793. Pour les communes de moins de 10 000 habitants, une enquête de recensement portant sur toute la population est réalisée tous les cinq ans, les populations de référence des années intermédiaires étant quant à elles estimées par interpolation ou extrapolation. Pour la commune, le premier recensement exhaustif entrant dans le cadre du nouveau dispositif a été réalisé en 2008.

En 2022, la commune comptait 524 habitants, en évolution de −2,24 % par rapport à 2016 (Aisne : −1,97 %, France hors Mayotte : +2,11 %).
| 1793 | 1800 | 1806 | 1821 | 1831 | 1836 | 1841 | 1846 | 1851 |
| ---- | ---- | ---- | ---- | ---- | ---- | ---- | ---- | ---- |
| 306  | 350  | 339  | 328  | 294  | 323  | 341  | 343  | 333  |

| 1856 | 1861 | 1866 | 1872 | 1876 | 1881 | 1886 | 1891 | 1896 |
| ---- | ---- | ---- | ---- | ---- | ---- | ---- | ---- | ---- |
| 313  | 299  | 292  | 290  | 272  | 268  | 263  | 270  | 254  |

| 1901 | 1906 | 1911 | 1921 | 1926 | 1931 | 1936 | 1946 | 1954 |
| ---- | ---- | ---- | ---- | ---- | ---- | ---- | ---- | ---- |
| 236  | 225  | 222  | 262  | 254  | 240  | 244  | 223  | 251  |

| 1962 | 1968 | 1975 | 1982 | 1990 | 1999 | 2006 | 2008 | 2013 |
| ---- | ---- | ---- | ---- | ---- | ---- | ---- | ---- | ---- |
| 293  | 370  | 463  | 517  | 621  | 620  | 595  | 588  | 559  |

| 2018 | 2022 | - | - | - | - | - | - | - |
| ---- | ---- | - | - | - | - | - | - | - |
| 512  | 524  | - | - | - | - | - | - | - |

## Culture locale et patrimoine

### Lieux et monuments
L'église du XIIIe siècle, est classée monument historique depuis 1903 ainsi qu'une croix de chemin du XIVe siècle, depuis 1931. L'église est dédiée à saint Georges, dont les vieilles pierres ont réussi à défier les vicissitudes du temps et des hommes : son clocher à bâtière, comme on en voit dans la région, couvrant deux étages d'arcs gothiques géminés, et planté sur le transept, un transept prolongé d'une abside à angle droit, formant un très remarquable ensemble ogival de la fin du XIIe siècle. À l'intérieur devant la chapelle du bas-côté droit, la chapelle Saint-Georges, le saint trucidant le dragon de sa lance, tandis que le devant d'autel en bois sculpté polychrome de la fin du XVe siècle représente le Christ en croix entre la Vierge et saint Jean avec les douze apôtres séparés les uns des autres par de petites colonnes ouvragées.
La ferme de Ru Chailly, est une ancienne grande exploitation affermée à la famille Jary. C'était une ferme fortifiée du XVIIe siècle. Aujourd'hui, dans le sud de l'Aisne, la ferme du Ru Chailly, de Fossoy, n'est plus la grande exploitation agricole d'antan. Les bâtiments, élevés au XVIIe siècle dans le fond de la vallée de la Marne et rénovés récemment, ont abrité successivement une classe de patrimoine à destination de l'Éducation nationale, puis un centre d'hébergement de structures associatives ou culturelles, avant que l'U.C.C.S.A., l'Union des Communautés de Communes du Sud de l'Aisne, n'en fasse le siège de son administration des territoires. Le Pays du Sud de l'Aisne en effet, créé le 13 janvier 2005, est animé par ce syndicat mixte. L'U.C.C.S.A. regroupe ainsi 125 communes, équivalentes à une population de plus de 75 000 habitants en 2013.

### Personnalités liées à la commune
La comtesse Angélique de Maussion née Angélique de Fougeret (1772–1851), s'éteignit en 1851, à l'âge de 79 ans après une vie toute parsemée d'épreuves morales et matérielles dans une des époques les plus mouvementées de notre histoire ; elle fut inhumée au petit cimetière de Fossoy.
Son fils, Émilien de Maussion, se résout à donner sa démission de fonctionnaire du ministère des Finances ; il se fixe définitivement à Fossoy. Il meurt en 1863 âgé de 63 ans. Il fut inhumé au cimetière de Fossoy.